# Lobau

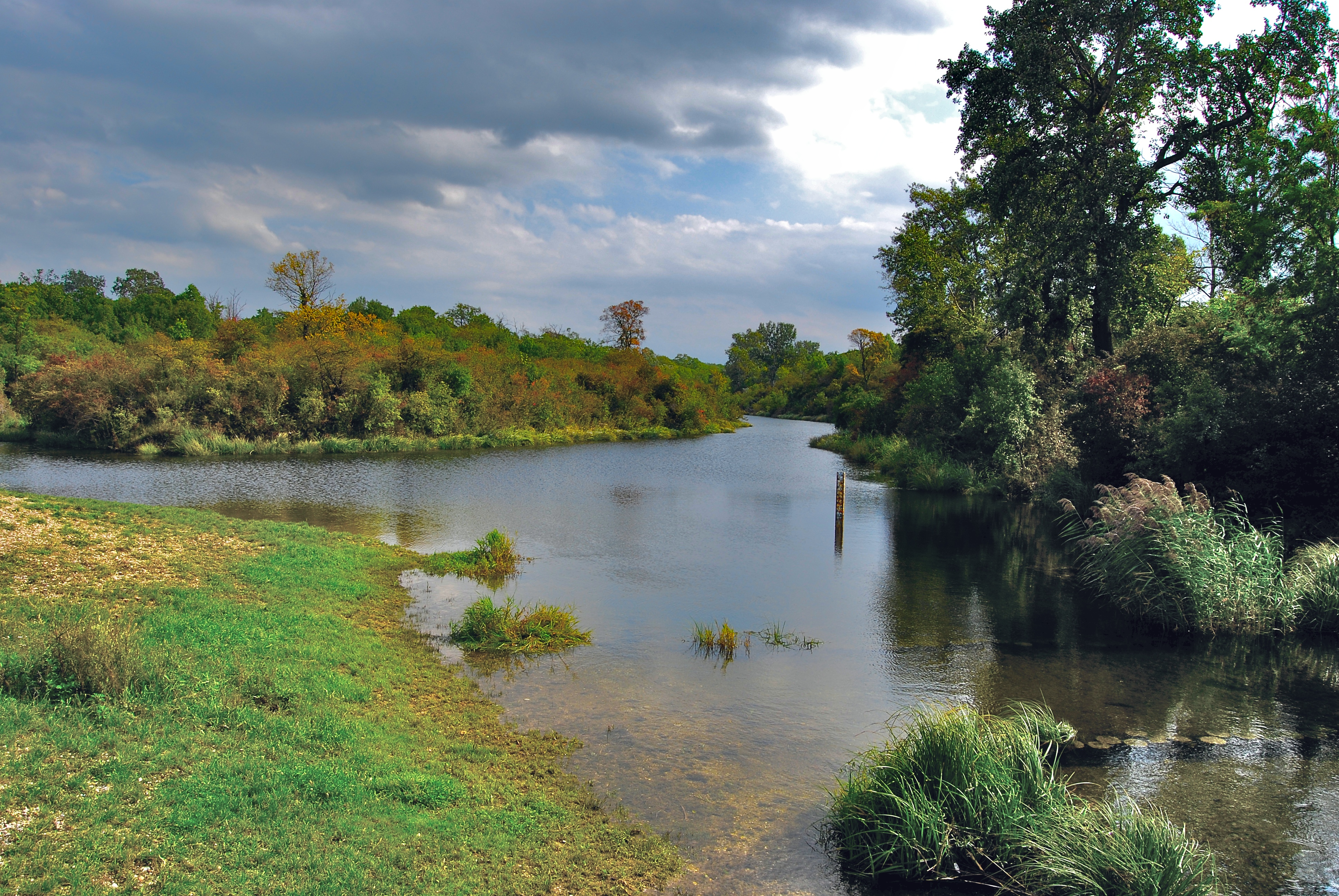
Río en el parque nacional de Lobau, Austria.

El Lobau es una planicie pluvial vienesa que se encuentra al noreste del río Danubio y parcialmente en Großenzersdorf, Baja Austria.  La zona cuenta con aproximadamente 2300 hectáreas.
Ha formado parte del Parque nacional Danubio-Auen desde 1996 y ha sido un área protegida desde 1978. Se usa como una zona recreativa y se conoce como un lugar en el que se practica el nudismo.  
El puerto petrolero es igualmente una parte de Lobau. Pequeñas áreas han sido usadas para ejercicios militares por el ejército austriaco (debido a que ha sido declarado como parque nacional los ejercicios militares han sido suspendidos). 
También, es una fuente de agua subterránea, la cual es necesaria en horas punta (especialmente en verano) para proveer a Viena de agua potable, adicionalmente del agua proveniente de los Alpes a través del Wiener Hochquellenwasserleitung.

## La batalla de Aspern
Notablemente, este fue el sitio de la Batalla de Aspern Essling en 1809, la primera gran derrota sufrida por Napoleón, la cual le fue infligida por el ejército austriaco al mando  del Archiduque Carlos de Austria-Teschen, y de la batalla de Wagram, importante victoria de Napoleón sucedida dos semanas después.